# 布萊克角 (威爾克斯地)
布萊克角（英語：Cape Blake）是南極洲的海岬，位於威爾克斯地，處於懷爾德角以西7公里，由澳大拉西亞探險隊發現，以地質學家和製圖學家命名，現時由南極條約體系管理。